# Manlio Di Rosa
Manlio Di Rosa (Livorno, 14 de septiembre de 1914-Livorno, 15 de marzo de 1989) fue un deportista italiano que compitió en esgrima, especialista en la modalidad de florete.
Participó en cuarto Juegos Olímpicos de Verano entre los años 1936 y 1956, obteniendo en total cinco medallas: oro en Berlín 1936, plata en Londres 1948, plata y bronce en Helsinki 1952 y oro en Melbourne 1956. Ganó trece medallas en el Campeonato Mundial de Esgrima entre los años 1933 y 1955.

## Palmarés internacional
| Juegos Olímpicos   | Juegos Olímpicos        | Juegos Olímpicos  | Juegos Olímpicos    |
| Año                | Lugar                   | Medalla           | Prueba              |
| ------------------ | ----------------------- | ----------------- | ------------------- |
| 1936               | Berlín (Alemania)       | Medalla de oro    | Florete por equipos |
| 1948               | Londres (Reino Unido)   | Medalla de plata  | Florete por equipos |
| 1952               | Helsinki (Finlandia)    | Medalla de plata  | Florete por equipos |
| 1952               | Helsinki (Finlandia)    | Medalla de bronce | Florete individual  |
| 1956               | Melbourne (Australia)   | Medalla de oro    | Florete por equipos |
| Campeonato Mundial |                         |                   |                     |
| Año                | Lugar                   | Medalla           | Prueba              |
| 1933               | Budapest (Hungría)      | Medalla de oro    | Florete por equipos |
| 1934               | Varsovia (Polonia)      | Medalla de oro    | Florete por equipos |
| 1937               | París (Francia)         | Medalla de oro    | Florete por equipos |
| 1947               | Lisboa (Portugal)       | Medalla de plata  | Florete individual  |
| 1947               | Lisboa (Portugal)       | Medalla de plata  | Florete por equipos |
| 1949               | El Cairo (Egipto)       | Medalla de oro    | Florete por equipos |
| 1950               | Montecarlo (Mónaco)     | Medalla de oro    | Florete por equipos |
| 1951               | Estocolmo (Suecia)      | Medalla de oro    | Florete individual  |
| 1951               | Estocolmo (Suecia)      | Medalla de plata  | Florete por equipos |
| 1953               | Bruselas (Bélgica)      | Medalla de plata  | Florete por equipos |
| 1953               | Bruselas (Bélgica)      | Medalla de bronce | Florete individual  |
| 1954               | Luxemburgo (Luxemburgo) | Medalla de oro    | Florete por equipos |
| 1955               | Roma (Italia)           | Medalla de oro    | Florete por equipos |